# Jamie Noel
Jenna Noel „Jamie“ Jowers (* 4. Dezember 1986 in Miami, Florida) ist eine US-amerikanische Schauspielerin.

## Leben
Jowers wurde am 4. Dezember 1986 in Miami geboren. 2003 machte sie ihren Abschluss an der University of Nottingham. Ein langfristiges Engagement als Wrestlerin im US-amerikanischen Wrestlingunternehmen WWE scheiterte. Ab den 2010er Jahren begann sie regelmäßig als Filmschauspielerin in Erscheinung zu treten. 2011 hatte sie unter anderen Kleinstrollen in den Filmen Hangover 2 und J. Edgar inne. 2013 wirkte sie unter anderen Episodenrollen in den Fernsehserien Legit und Jimmy Kimmel Live! mit. Eine größere Rolle stellte sie 2014 in Sex, Gras & Zombies! als Bambi dar. Im selben Jahr schrieb sie das Drehbuch für den Kurzfilm Two Guys & a Gal und fungierte außerdem als Produzentin und Schauspielerin. 2014 erhielt sie außerdem noch eine Rollenbesetzung in Mall: Wrong Time, Wrong Place. Zuletzt spielte sie 2019 in der Filmproduktion Speed Dragon mit.
Im September 2022 kursierten Meldungen über ihr Verschwinden im Internet und den Sozialen Medien, die die Schauspielerin selbst entkräftete.

## Filmografie (Auswahl)

### Schauspiel
- 2010: Caged Dreams (Kurzfilm)
- 2011: Hangover 2 (The Hangover: Part II)
- 2011: J. Edgar
- 2011: The Ex’s (Kurzfilm)
- 2011: Jump (Kurzfilm)
- 2012: Bikini Spring Break Massaker
- 2012: 7 Psychos
- 2013: Ghost Movie (A Haunted House)
- 2013: Legit (Fernsehserie, Episode 1x02)
- 2013: Off Season: The Lex Morrison Story (Fernsehfilm)
- 2013: Jimmy Kimmel Live! (Fernsehserie, Episode 11x07)
- 2014: Sex, Gras & Zombies! (The Coed and the Zombie Stoner)
- 2014: Two Guys & a Gal (Kurzfilm)
- 2014: Mall: Wrong Time, Wrong Place (Mall)
- 2014: School Dance
- 2019: Speed Dragon

### Produktion
- 2014: Two Guys & a Gal (Kurzfilm; auch Drehbuch)
- 2016: Shame on You (Dokumentation)